# 7430 Kogure
7430 Kogure este un asteroid din centura principală de asteroizi.

## Descriere
7430 Kogure este un asteroid din centura principală de asteroizi. A fost descoperit pe 23 ianuarie 1993 la Kitami de Kin Endate și Kazuro Watanabe. El prezintă o orbită caracterizată de o semiaxă mare de 2,59 ua, o excentricitate de 0,25 și o înclinație de 4,2° în raport cu ecliptica.